# IC 814
IC 814 је спирална галаксија у сазвјежђу Дјевица која се налази на листи објеката дубоког неба у Индекс каталогу.
Деклинација објекта је - 8° 5' 30" а ректасцензија 12h 45m 34,1s. Привидна величина (магнитуда) објекта IC 814 износи 15,0 а фотографска магнитуда 15,8. IC 814 је још познат и под ознакама NPM1G -07.0377, PGC 158051.